# 1915 у футболі
Нижче наведені футбольні події 1915 року у всьому світі.

## Засновані клуби
- Ліворно (Італія)
- Ланус (Аргентина)
- Скейд (Норвегія)

## Національні чемпіони
- Аргентина: Расінг (Авельянеда)
- Австрія: Віенер
- Данія: Болдклуббен 1893
- Англія: Евертон
- Ісландія: Фрам
- Італія: Дженоа
- Нідерланди: Спарта (Роттердам)
- Парагвай: Серро Портеньйо
- Швеція: Юргорден
- Шотландія: Селтік
- Уругвай: Насьональ